# 양산 통도사 명부전
양산 통도사 명부전(梁山 通度寺 冥府殿)은 대한민국 경상남도 양산시 하북면 지산리, 통도사에 있는 건축물이다. 
1981년 12월 21일 경상남도의 유형문화재 제195호 명부전로 지정되었다가, 2018년 12월 20일 현재의 명칭으로 변경되었다.

## 개요
통도사는 합천 해인사, 승주 송광사와 더불어 우리나라 3대 사찰 중의 하나이며 경내는 크게 상로전, 중로전, 하로전의 3영역으로 나눌 수 있다. 상로전에 있는 명부전은 대웅전의 동남쪽에 위치한다. 고려 공민왕 18년(1369)에 세워졌다고 전하며, 「명부전중수기」에 의하면 조선 고종 24년(1887)에 불에 탄 것을 고종 25년(1888)에 호성대사가 수리했다고 기록되어 있다.
앞면 5칸·옆면 2칸으로 지붕 옆모습이 여덟 팔(八)자 모양인 팔작지붕으로 되어 있다. 지붕을 받치기 위해 장식하여 만든 공포는 기둥 위와 기둥 사이에도 있는 다포계 양식의 건물이다. 공포를 이루는 세부적인 구조물이 많이 생략되어 있는데 이것은 조선시대 말에 흔히 볼 수 있는 절충적 수법이다. 내부에는 지옥에서 중생을 구하는 보살인 지장보살상과 그 주위에 저승의 염라대왕 등 시왕(十王)상이 모셔져 있다.
통도사 명부전은 조선시대 말(19세기)의 명부전 건물양식의 한 예로서 가치가 있는 문화재이다.

## 같이 보기
- 통도사

## 참고 문헌
- 양산 통도사 명부전 - 국가유산청 국가유산포털